# Francisco Amoros
Francisco Amorós y Ondeano (Valência, 1770 – Paris, 1848) foi um professor e militar espanhol, naturalizado francês.
Francisco iniciou seu trabalho na Espanha, e em 1814, desenvolveu suas ideias no contexto da ginástica. Seu trabalho consolidou-se na França, no século XIX, na Escola de Ginástica Francesa. Em 1818, criou o Ginásio Militar, no qual deu origem à ginástica eclética, que misturou as técnicas e ideias de Guts Muths e Jahn. Após, idealizou uma série de itens que considerava essencial para sua obra, entre eles, a ênfase à resistência à fadiga, o andar e o correr sobre
terrenos fáceis ou difíceis, o saltar em profundidade, extensão e altura, com ou sem
ajuda de materiais, a arte de equilibrar-se em traves fixas, o transpor barreiras, o lutar de
várias maneiras, o subir com auxilio de corda com nós ou lisa, fixa ou móvel, a
suspensão pelos braços, a esgrima e vários outros procedimentos aplicáveis a um
grande número de situações de guerra ou de interesse público geral.
Amoros faleceu em 1848, aos 78 anos de idade.